# Lichenophanes californicus
Lichenophanes californicus là một loài bọ cánh cứng trong họ Bostrichidae. Loài này được Horn miêu tả khoa học năm 1878.